# ویتوریا کورپوریشن
ویتوریا کورپوریشن (انگلیسی: Vittoria Corporation) شرکت دوچرخه‌سازی ایتالیایی است، که در سال ۱۹۵۳ تأسیس شد.